# Álvaro de los Santos
Álvaro de los Santos (Madrid, 20 de julio de 1971) es un periodista y presentador español.

## Trayectoria
Comienza en 1987 en Onda Madrid, dirigiendo y presentando los programas El Picú y A vueltas con la música y sus inicios en televisión fueron en 1988.
En el transcurso de los años 90 siguió presentando diferentes programas musicales en emisoras de radio como Cadena TOP Radio, de octubre de 1994 a agosto de 1995, siendo director presentador de programas musicales, M80 Radio o Radio España. 
Entre enero de 1997 a abril de 1998 fue presentador en Arganda TV del programa De empresas y empresarios. Entre enero de 1998 y agosto de 2000 trabajó para Telefónica como responsable de Comunicación y Marketing.
Entre agosto de 2000 y octubre de 2001 fue redactor, editor y presentador de Informativos en Onda 6 de Globomedia y Vocento. Desde agosto de 2001 es speaker, conferenciante y moderador de debates.
Entre marzo de 2002 y agosto de 2002 fue redactor y presentador del informativo de las 23h30 en Localia Televisión.
En agosto de 2002 es contratado por Telemadrid, para presentar Telenoticias 14h00 con Teresa Castanedo hasta abril de 2004. De abril de 2004 a septiembre de 2010, presentó Telenoticias 07h00. En total presentó más de 2.000 informativos. También ha colaborado en los programas Toma nota y Mi cámara y yo. 
Entre enero de 2007 y enero de 2012 es locutor en el Canal Parlamento del Congreso de los Diputados y entre enero de 2007 y enero de 2018 es la voz oficial de Telefónica, siendo locutor de canal de televisión para empleados de Telefónica en todo el mundo.
En 2008 dirigió y presentó el programa Madrid por dentro emitido los miércoles en horario de prime time en Telemadrid.
Desde septiembre de 2010 a mayo de 2017 es jefe de Informativos Multimedia y Redes Sociales de Telemadrid y desde septiembre de 2010 a septiembre de 2017 es editor multimedia y social media manager de la misma cadena. Desde septiembre de 2017 deja de ser editor multimedia, pero continúa siendo social media manager de Telemadrid.
Entre enero de 2012 y mayo de 2022 presenta quincenalmente el Sorteo de la ONCE en La 1, —turnándose con Laura Ferrer— de lunes a jueves a las 22h05 y de viernes a domingo a las 22h00.
Desde enero de 2016 es piloto de drones. 
Desde el 11 de diciembre de 2021 al 18 de septiembre de 2022, copresenta con Inmaculada Galván, Madrid directo fin de semana. Hasta la cancelación de la edición de fin de semana el 15 de octubre de 2022, condujo el programa con Yolanda Maniega.